# Vittorio Sentimenti
Vittorio Sentimenti (Bomporto, 18 agosto 1918 – Torino, 27 settembre 2004) è stato un calciatore e allenatore di calcio italiano, di ruolo centrocampista.
È il terzo di cinque fratelli: Ennio (I), Arnaldo (II), Lucidio (IV) e Primo (V), pertanto è noto anche come Sentimenti III. Il suo soprannome da calciatore era Ciccio o anche il Bersagliere.

## Biografia

### La famiglia Sentimenti
La famiglia Sentimenti comprendeva diversi giocatori di calcio:
|  |  |                   |                   |                   |                   |                   |                   |  |  |                                                      |                                                      |                                                      |                                                      |                                                      |                                                      |                |                | Arturo Sentimenti                                        | Arturo Sentimenti                                        | Arturo Sentimenti                                        | Arturo Sentimenti                                        | Arturo Sentimenti                                        | Arturo Sentimenti                                        |  |  |                                                        |                                                        |                                                        |                                                        | Augusta Sentimenti                                     | Augusta Sentimenti                                     | Augusta Sentimenti | Augusta Sentimenti | Augusta Sentimenti                                    | Augusta Sentimenti                                    |                                                       |                                                       |                                                       |                                                       |              |              |                                                  |                                                  |                                                  |                                                  |                                                  |                                                  |   |   |   |   |   |   |  |  |  |  |
|  |  |                   |                   |                   |                   |                   |                   |  |  |                                                      |                                                      |                                                      |                                                      |                                                      |                                                      |                |                | Arturo Sentimenti                                        | Arturo Sentimenti                                        | Arturo Sentimenti                                        | Arturo Sentimenti                                        | Arturo Sentimenti                                        | Arturo Sentimenti                                        |  |  |                                                        |                                                        |                                                        |                                                        | Augusta Sentimenti                                     | Augusta Sentimenti                                     | Augusta Sentimenti | Augusta Sentimenti | Augusta Sentimenti                                    | Augusta Sentimenti                                    |                                                       |                                                       |                                                       |                                                       |              |              |                                                  |                                                  |                                                  |                                                  |                                                  |                                                  |   |   |   |   |   |   |  |  |  |  |
|  |  |                   |                   |                   |                   |                   |                   |  |  |                                                      |                                                      |                                                      |                                                      |                                                      |                                                      |                |                |                                                          |                                                          |                                                          |                                                          |                                                          |                                                          |  |  |                                                        |                                                        |                                                        |                                                        |                                                        |                                                        |                    |                    |                                                       |                                                       |                                                       |                                                       |                                                       |                                                       |              |              |                                                  |                                                  |                                                  |                                                  |                                                  |                                                  |   |   |   |   |   |   |  |  |  |  |
|  |  |                   |                   |                   |                   |                   |                   |  |  |                                                      |                                                      |                                                      |                                                      |                                                      |                                                      |                |                |                                                          |                                                          |                                                          |                                                          |                                                          |                                                          |  |  |                                                        |                                                        |                                                        |                                                        |                                                        |                                                        |                    |                    |                                                       |                                                       |                                                       |                                                       |                                                       |                                                       |              |              |                                                  |                                                  |                                                  |                                                  |                                                  |                                                  |   |   |   |   |   |   |  |  |  |  |
|  |  | Arturo Sentimenti | Arturo Sentimenti | Arturo Sentimenti | Arturo Sentimenti | Arturo Sentimenti | Arturo Sentimenti |  |  |                                                      |                                                      |                                                      |                                                      | Augusta Fregni                                       | Augusta Fregni                                       | Augusta Fregni | Augusta Fregni | Augusta Fregni                                           | Augusta Fregni                                           |                                                          |                                                          |                                                          |                                                          |  |  |                                                        |                                                        |                                                        |                                                        |                                                        |                                                        |                    |                    |                                                       |                                                       | ? Sentimenti                                          | ? Sentimenti                                          | ? Sentimenti                                          | ? Sentimenti                                          | ? Sentimenti | ? Sentimenti |                                                  |                                                  |                                                  |                                                  |                                                  |                                                  | ? | ? | ? | ? | ? | ? |  |  |  |  |
|  |  | Arturo Sentimenti | Arturo Sentimenti | Arturo Sentimenti | Arturo Sentimenti | Arturo Sentimenti | Arturo Sentimenti |  |  |                                                      |                                                      |                                                      |                                                      | Augusta Fregni                                       | Augusta Fregni                                       | Augusta Fregni | Augusta Fregni | Augusta Fregni                                           | Augusta Fregni                                           |                                                          |                                                          |                                                          |                                                          |  |  |                                                        |                                                        |                                                        |                                                        |                                                        |                                                        |                    |                    |                                                       |                                                       | ? Sentimenti                                          | ? Sentimenti                                          | ? Sentimenti                                          | ? Sentimenti                                          | ? Sentimenti | ? Sentimenti |                                                  |                                                  |                                                  |                                                  |                                                  |                                                  | ? | ? | ? | ? | ? | ? |  |  |  |  |
|  |  |                   |                   |                   |                   |                   |                   |  |  |                                                      |                                                      |                                                      |                                                      |                                                      |                                                      |                |                |                                                          |                                                          |                                                          |                                                          |                                                          |                                                          |  |  |                                                        |                                                        |                                                        |                                                        |                                                        |                                                        |                    |                    |                                                       |                                                       |                                                       |                                                       |                                                       |                                                       |              |              |                                                  |                                                  |                                                  |                                                  |                                                  |                                                  |   |   |   |   |   |   |  |  |  |  |
|  |  |                   |                   |                   |                   |                   |                   |  |  |                                                      |                                                      |                                                      |                                                      |                                                      |                                                      |                |                |                                                          |                                                          |                                                          |                                                          |                                                          |                                                          |  |  |                                                        |                                                        |                                                        |                                                        |                                                        |                                                        |                    |                    |                                                       |                                                       |                                                       |                                                       |                                                       |                                                       |              |              |                                                  |                                                  |                                                  |                                                  |                                                  |                                                  |   |   |   |   |   |   |  |  |  |  |
|  |  | Ennio Sentimenti  | Ennio Sentimenti  | Ennio Sentimenti  | Ennio Sentimenti  | Ennio Sentimenti  | Ennio Sentimenti  |  |  | Arnaldo Sentimenti (24 maggio 1914 - 12 giugno 1997) | Arnaldo Sentimenti (24 maggio 1914 - 12 giugno 1997) | Arnaldo Sentimenti (24 maggio 1914 - 12 giugno 1997) | Arnaldo Sentimenti (24 maggio 1914 - 12 giugno 1997) | Arnaldo Sentimenti (24 maggio 1914 - 12 giugno 1997) | Arnaldo Sentimenti (24 maggio 1914 - 12 giugno 1997) |                |                | Vittorio Sentimenti (18 agosto 1918 - 27 settembre 2004) | Vittorio Sentimenti (18 agosto 1918 - 27 settembre 2004) | Vittorio Sentimenti (18 agosto 1918 - 27 settembre 2004) | Vittorio Sentimenti (18 agosto 1918 - 27 settembre 2004) | Vittorio Sentimenti (18 agosto 1918 - 27 settembre 2004) | Vittorio Sentimenti (18 agosto 1918 - 27 settembre 2004) |  |  | Lucidio Sentimenti (1º luglio 1920 - 28 novembre 2014) | Lucidio Sentimenti (1º luglio 1920 - 28 novembre 2014) | Lucidio Sentimenti (1º luglio 1920 - 28 novembre 2014) | Lucidio Sentimenti (1º luglio 1920 - 28 novembre 2014) | Lucidio Sentimenti (1º luglio 1920 - 28 novembre 2014) | Lucidio Sentimenti (1º luglio 1920 - 28 novembre 2014) |                    |                    | Primo Sentimenti (28 dicembre 1926 - 13 ottobre 2016) | Primo Sentimenti (28 dicembre 1926 - 13 ottobre 2016) | Primo Sentimenti (28 dicembre 1926 - 13 ottobre 2016) | Primo Sentimenti (28 dicembre 1926 - 13 ottobre 2016) | Primo Sentimenti (28 dicembre 1926 - 13 ottobre 2016) | Primo Sentimenti (28 dicembre 1926 - 13 ottobre 2016) |              |              | Lino Sentimenti (25 giugno 1929 - 9 luglio 2020) | Lino Sentimenti (25 giugno 1929 - 9 luglio 2020) | Lino Sentimenti (25 giugno 1929 - 9 luglio 2020) | Lino Sentimenti (25 giugno 1929 - 9 luglio 2020) | Lino Sentimenti (25 giugno 1929 - 9 luglio 2020) | Lino Sentimenti (25 giugno 1929 - 9 luglio 2020) |   |   |   |   |   |   |  |  |  |  |

## Carriera
Inizia la carriera con le giovanili del Modena nei primi anni '30, venendo saltuariamente convocato in alcune partite della prima squadra in Serie B tra il 1933 e il 1936. Passa definitivamente in prima squadra dal campionato di Serie B 1936-1937 rimanendo nelle file canarine per cinque stagioni, tre in Serie B e due in Serie A, vincendo la classifica cannonieri di Serie B (24 reti, a pari merito col bresciano Renato Gei) nella stagione 1940-1941, prima di trasferirsi alla Juventus nella stagione 1941-1942. In bianconero rimane fino al termine del campionato 1948-1949 e poi viene ceduto alla Lazio dove rimane per tre stagioni (76 presenze e 9 reti) affiancato dai fratelli Lucidio e Primo.
Nel 1952-1953 passa al Torino per quattro anni, per poi tornare ancora a Modena nell'estate del 1956. Chiude la carriera nell'Aosta, nel campionato dilettanti, in veste di allenatore-giocatore nel 1959.
In carriera ha totalizzato complessivamente 421 presenze e 94 reti in massima serie e 88 presenze (più uno spareggio) e 44 reti in Serie B.

## Palmarès

### Club

#### Competizioni nazionali
- Campionato italiano di Serie B: 1

Modena: 1937-1938
- Coppa Italia: 1

Juventus: 1941-1942

### Individuale
- Capocannoniere della Serie B: 1

1940-1941 (24 gol, insieme a Renato Gei)
- Capocannoniere della Coppa Italia: 1

1942-1943 (5 gol)